# تپه کللی تپه
تپه کللی تپه مربوط به دوره ساسانیان - سده‌های اولیه دوران‌های تاریخی پس از اسلام است و در شهرستان نیر، بخش مرکزی، دهستان رضا قلی قشلاق، روستای شیران واقع شده و این اثر در تاریخ ۲۷ بهمن ۱۳۸۷ با شمارهٔ ثبت ۲۴۵۳۹ به‌عنوان یکی از آثار ملی ایران به ثبت رسیده است.